# هوغو ديلين
هوغو ديليان من مواليد 16 يونيو 1993 في مدينة ترينيداد، هو لاعب تنس بوليفي الجنسية، محترف، و ذلك منذ عام 2012.

## المسيرة المهنية
بدأ هوغو ديليان مسيرته الكروية في رياضه التنس مع عمه، وانتقل إلى سانتا كروز في عام 2008 ثم انتقل إلى بوينس آيرس في عام 2011. كان واعداً جدًا منذ صغيره، ففي عام 2009 لعب ستة نهائيات لأربعة ألقاب من أصل سبع بطولات لعبها. حقق نتائجه الرئيسية خلال جولة أمريكا الجنوبية في عام 2011 حصد اربع ألقاب جديدة في الفردي والعديد من الألقاب في الزوجي (بما في ذلك كأس القهوة في كوستاريكا وكوبا جاتو رايد في فنزويلا )، بالإضافة إلى نهائي كأس جريد او في بورتو . أليغري (الدرجة أ)، مما يسمح لها بالوصول إلى 2 مكان في تصنيف الـ I T F للناشئين . في المقابل، لا يقدم أداء أفضل من الدور الثالث في بطولات جراند سلام للناشئين.